# Odznaka Elżbiety Teresy
Odznaka Fundacji Wojskowej Elżbiety Teresy (niem. Die Dekoration der Elisabeth-Theresien-Militärstiftung, węg. Az Erzsébet Terézia Katonai Alapítvány Jelvénye) – austriackie odznaczenie dla oficerów-weteranów, istniejące od 1749 do 1918.

## Historia

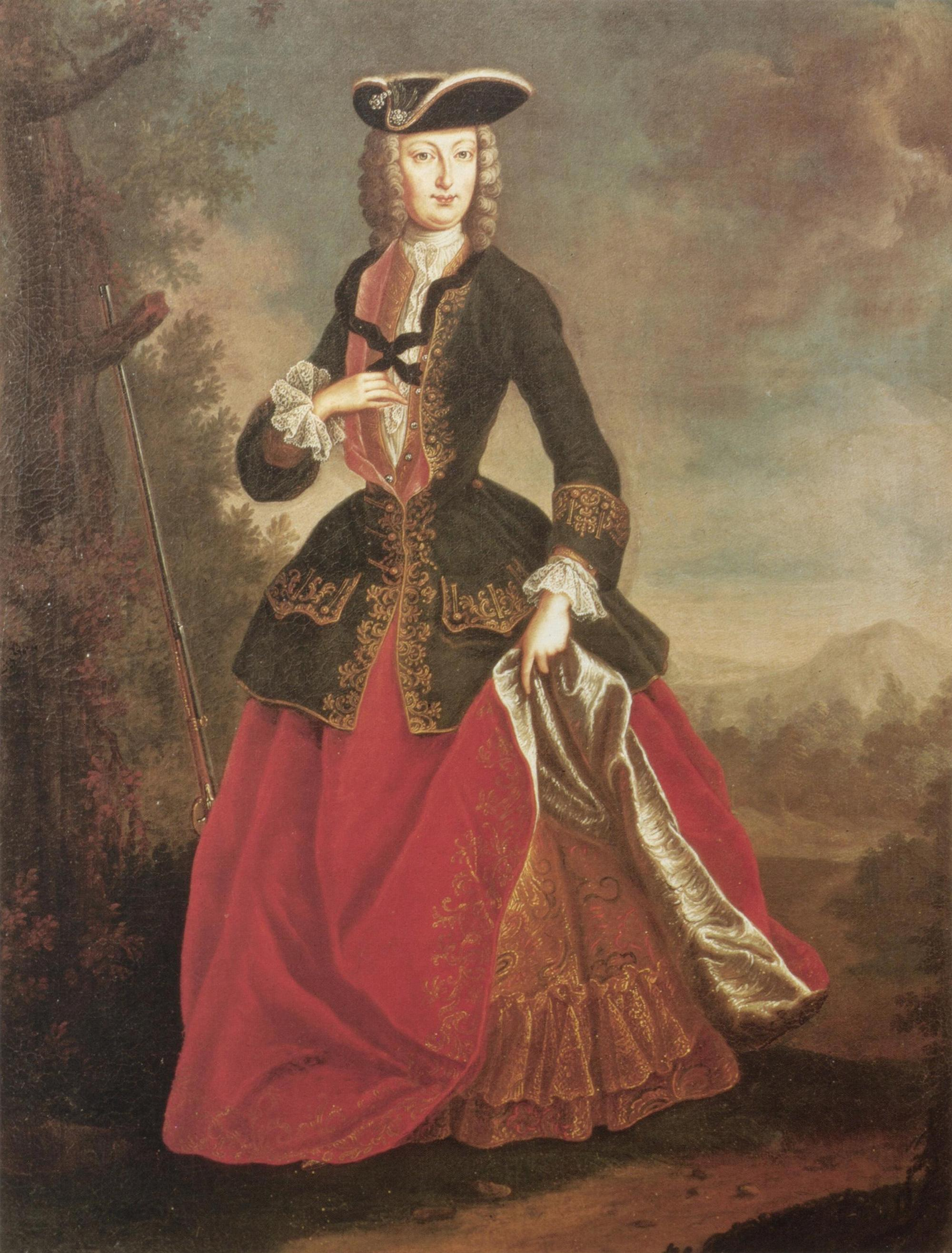
Cesarzowa Elżbieta Krystyna

Fundacja została ustanowiona 1 kwietnia 1749 w testamencie wdowy po cesarzu rzymsko-niemieckim Karolu VI, Elżbiety Krystyny z książąt Braunschweig-Wolfenbüttel (1691–1750), która przeznaczyła roczną rentę w wysokości 16 tys. florenów w celu rozdzielenia między 20 zasłużonych weteranów-oficerów armii habsburskiej, którzy odsłużyli w szeregach co najmniej 30 lat, osiągnęli rangę pułkownika i otrzymali specjalną odznakę fundacji.
Córka Karola VI i Elżbiety Krystyny, cesarzowa-królowa Maria Teresa, odnowiła 16 listopada 1771 tą fundację pod nazwą „Fundacja Wojskowa Elżbiety Teresy” (Elisabeth-Theresianische-Militärstiftung), która 21 weteranom pozwalała otrzymać odznakę i związaną z nim rentę niezależnie od religii i pochodzenia społecznego. 
Zmieniona została też wysokość rocznej renty: sześciu weteranów otrzymywalo 1000 guldenów, ośmiu 800 guldenów, a siedmiu 500 guldenów. Kawalerowie wyznania katolickiego mieli obowiązek odmawiać codziennie trzy Ojcze nasz i trzy Zdrowaś Mario za duszę śp. Elżbiety Krystyny i na intencję aktualnego panującego, kawalerowie innych wyznań mieli wpłacać co roku trzy dukaty na pomoc biednym.
Świętem fundacji był dzień św. Elżbiety – 19 listopada.
W niechęci do wszystkiego co habsburskie proklamowana w 1918 Republika Niemieckiej Austrii rozwiązała fundację 16 września tego roku i odznakę przestano nadawać.
Łącznie odznakę fundacji nosiły 362 osoby, ostatnia z nich zmarła w 1923.

## Insygnia
Odznaką była ośmiopromienna złota gwiazda z promieniami emaliowanymi po połowie na czerwony i biały kolor, nosząca w środku owalny medalion. Medalion ukazuje austriacką koronę cesarską, pod którą znajdują się inicjały założycielek: „EC” i „MT”. Koronę otacza dewiza: „M. THERESIA PARENTIS GRATIAM PERENNEM VOLUIT” (pol. M. TERESA CHCIAŁA BY INSTYTUCJA JEJ MATKI WIECZNIE ISTNIEĆ MOGŁA). Zawieszką była austriacka dynastyczna Korona Rudolfa II Habsburga. Odznaka noszona była na lewej piersi, mocowana do czarnej wstążki wiązanej w trójkąt na modłę austriacką.